# Лиа Ремини: саентология и последствия
Лиа Ремини: сайентология и последствия (англ. Leah Remini: Scientology and the Aftermath) — американский документальный сериал телеканала A&E, посвящённый расследованию деятельности Церкви сайентологии, в основу которого лёг личный опыт американской актрисы Лии Ремини, бывшего высокопоставленного сайентолога Майка Риндера и других бывших членов. Ремини выросла в семье сайентологов и являлась членом организации с 1979 года по 2013 год, покинув её при весьма острых обстоятельствах. Впоследствии она выступила откровенным критиком сайентологии и в 2015 году издала мемуары «Возмутительница спокойствия: выживание в Голливуде и сайентологии» (англ. Troublemaker: Surviving Hollywood and Scientology), ставшие бестселлером.
Первый сезон из семи постоянных и трёх отдельных серий вышел 29 ноября 2016 года. Он получил положительные отзывы кинокритиков, для телеканала A&E обеспечил лучший рейтинг премьер начиная с 2014 года и имел устойчиво большую аудиторию в последующих сериях. Первый сезон получил две номинации на премию «Эмми», в одной из которых победил. Также сериал неоднократно номинировался и выигрывал другие телевизионные и кинопремии. Второй сезон вышел 15 августа 2017 года и состоял из десяти постоянных и четырёх дополнительных серий. Третий сезон вышел 27 сентября 2018 года и состоял из десяти постоянных и двух отдельных серий. Заключительная отдельная двухчасовая серия вышла 26 августа 2019 года.

## Содержание
В каждой 43-минутной серии Лиа Ремини совместно с Майком Риндером расследует то, что редакция телеканал A&E обозначила как «леденящие истории жестокого обращения, разбитого сердца и преследований тех, кто покинул церковь и во всеуслышание рассказал о своём опыте». Она интервьюирует бывших сайентологов, которые описывают свой опыт пребывания в Церкви сайентологии и то, как последняя продолжает влиять на них даже после ухода. Более того, она побеседовала с множеством бывших высокопоставленных сайентологов, которые разъяснили предысторию политики и организации Церкви сайентологии и как это связано с опытом бывших членов.
В заявлении, опубликованном A&E, Ремини объяснила цель своего сериала: она надеется, что «прольёт свет на сведения, которые заставят мир обеспокоиться относительно того, что на самом деле происходит, и побудит остальных высказываться, чтобы навсегда можно было положить конец злоупотреблениям. Я надеюсь, что люди, которые ушли, в настоящее время обрели безопасное место. Я уповаю на то, что остальные, кто подвергся злоупотреблениям, выйдут вперёд и помогут нам что-то поделать со всем этим».
В рамках предпоказной рекламы она разместила на веб-сайте Reddit сообщение под заголовком «Спрашивайте меня о чём угодно», где изложила свой взгляд на сайентологию и обсудила предстоящий сериал. Сообщение Ремини получило почти 20 000 откликов и побудило создателей добавить в расписание сериала в декабре 2016 и январе 2017 года два отдельных выпуска на ту же тематику.

## Производство
Сериал был создан Ремини после выхода в 2015 году её книги «Возмутительница спокойствия: выживание в Голливуде и сайентологии» (англ. Troublemaker: Surviving Hollywood and Scientology), когда с ней связались несколько бывших сайентологов, и она решила снять тизер, основанный на истории одной семьи, и обратилась к нескольким продюсерам, чтобы заручиться поддержкой в производстве. Когда она вела переговоры с продюсерами Эли Хольцманом и Аароном Саидманом из The Intellectual Property Corporation, то сказала им следующее: «Не будьте тряпками. Если вы будете тряпками, то вам не следует быть продюсерами». Комментарий Хольцмана: «Аарон и я втянули шеи и изрекли: „Мы что, тряпки?“». Они решили, что это не так, взялись за проект и устроили переговоры с A&E. Хольцман, объясняя, почему он взялся за проект, сказал следующее: «Мы не за и не против сайентологии. Мы всего лишь документалисты, взявшие факты в том виде, в каком мы их получили, и исследовали как можно лучше каждую зацепку».
Большая часть первого сезона сериала была отснята летом 2016 года. Леа Ремини выступила в качестве учредителя и исполнительного продюсера собственной кинокомпании No Seriously Productions, Саидман и Хольцман — в качестве сопродюсеров, а Алекс Верессов стал шоураннером и вторым исполнительным продюсером.
Дополнительная серия под названием «Спроваживайте меня о чём угодно» была добавлена в расписание сериала после того, как его трансляция уже началась, а премьера состоялась 19 декабря. Он был снят в течение предыдущей недели в ответ на рейтинговый успех первой серии. Вторая одноимённая дополнительная серия была снята 17 января 2017 года. Ещё одна отдельная серия вышла в эфир после окончания первого сезона под названием «Торговцы страхом».
На волне успеха первого сезона в рейтингах в марте 2017 года A&E анонсировала второй сезон из десяти серий, премьера которого состоялась 15 августа 2017 года. Исполнительным продюсером вновь выступила Леа Ремини и её кинокомпания No Seriously Productions совместно с The Intellectual Property Corp Эли Хольцмана и Аарона Саидмана. Ремини выступила со следующим заявлением: «Телесериал действительно о том, как отстаивать то, что правильно, и не позволять хулиганам добиваться своего. Я считаю важным дать понять людям, что вы способны предпринять действия, чтобы добиться изменений, как для себя, так и для других».
По словам Ремини, после выхода первого сезона многие люди вышли на связь с ней и Майком Риндером, чтобы рассказать свои истории о сайентологических злоупотреблениях. Первоначально она не собиралась снимать продолжение, однако поменяла своё мнение после того, что Хольцман назвал «потоком людей, решивших выступить вперёд», добавив, что команда «работает над каким-то действительно разоблачающим и воздействующим материалом и ждёт не дождётся премьеры».
На Rotten Tomatoes первый сезон сериала получил 86 % свежести.

## Серии и история показа

### Обзор серий
| Сезон          | Серии          | Серии          | Даты показа     | Даты показа     |
| Сезон          | Серии          | Серии          | Первая серия    | Последняя серия |
| -------------- | -------------- | -------------- | --------------- | --------------- |
| 1              | 7 (+3)         | 7 (+3)         | ноябрь 29, 2016 | май 29, 2017    |
| 2              | 10 (+4)        | 10 (+4)        | август 15, 2017 | ноябрь 21, 2017 |
| 3              | 10 (+2)        | 10 (+2)        | ноябрь 13, 2018 | февраль 5, 2019 |
| Заключительная | Заключительная | Заключительная | август 26, 2019 | август 26, 2019 |

### Сезон 1 (2016—2017)
Первый сезон состоял из семи серий, который показывали по телевидению каждый вечер по вторникам, кроме того, две серии были добавлены к сетку вещания в вечер понедельника 19 декабря 2016 года и вторника 17 января 2017 года, как и двухчасовая отдельная серия 29 мая 2017 года.
Семь исходных серий (но не три дополнительные) также были показаны европейским (начиная с 11 марта 2017 года) и азиатским (начиная с апреля 2017 года) подразделениями кабельного телеканала Crime & Investigation.
| № общий | № в сезоне | Название                              | Дата премьеры    | Зрители U.S. (млн) |
| --- | ---------- | ------------------------------------- | ---------------- | ------------------ |
| 1 | 1          | «Разрыв отношений»                    | ноябрь 29, 2016  | 2.11               |
| Ремини посетила в Сиэттле бывшего члена сайентологической Морской организации Эми Скоби и выслушала её историю о том, как она подверглась «разрыву отношений» со стороны собственной матери. |            |                                       |                  |                    |
| 2 | 2          | «Честная игра»                        | декабрь 6, 2016  | 1.57               |
| Ремини посетила место сайентологических духовных штаб-квартир — Клируотер – чтобы послушать личную историю Майка Риндера, который многие годы был исполнительным директором Офиса особых дел и занимался дискредитацией и уничтожением критиков сайентологии, а после ухода из организации и сам стал жертвой «честной игры».                                        |            |                                       |                  |                    |
| 3 | 3          | «Мост»                                | декабрь 13, 2016 | 1.46               |
| Ремини описала тяжёлую финансовую и эмоциональную цену, которую она и другие нынешние/бывшие сайентологи заплатили за то, чтобы пройти по «Мосту к полной свободе». |            |                                       |                  |                    |
| 4 | S          | «Спрашивайте меня о чём угодно»       | декабрь 19, 2016 | 1.37               |
| Ремини интервьюировала гостей, включая Полетт Купер, ставшую главной мишенью операции Freakout, попутно отвечая на вопросы зрителей. |            |                                       |                  |                    |
| 5 | 4          | «Появление руководителя»              | декабрь 20, 2016 | 1.49               |
| Ремини поведала историю о том, как Дэвид Мицкевич встал у руля власти в Церкви сайентологии после смерти её основателя, Лафайета Рональда Хаббарда, и взяла интервью у его отца, Рона. |            |                                       |                  |                    |
| 6 | 5          | «Золотая эра»                         | декабрь 27, 2016 | 1.65               |
| Ремини интервьюировала Марка Хедли, бывшего сайентолога и автора мемуаров «Взорван навсегда: по ту сторону сайентологического железного занавеса», о тех днях, что он провёл в Golden Era Productions, сайентологической рекламной организации, и о его бегстве за ограду «Золотой базы».                                                                            |            |                                       |                  |                    |
| 7 | 6          | «Одитинг»                             | январь 3, 2017   | 1.51               |
| Ремини взяла интервью у Аарона Смита-Левина, являвшего виртуозом в проведении сайентологической практики одитинга совместно со своим братом-близнецом Коллином, погибшем в автомобильной аварии после того, как его исключили из программы. |            |                                       |                  |                    |
| 8 | 7          | «Враги церкви»                        | январь 10, 2017  | 1.75               |
| Ремини встретилась с молодым человеком, которого она, по утверждению Церкви сайентологии, побудила на совершение преступления на почве ненависти, взяла интервью у журналистов, которые подвергались преследованиям со стороны данной организации за сообщения об этом, и рассматривает возможность судебного преследования.                                         |            |                                       |                  |                    |
| 9 | S          | «Спросите меня о чём угодно, часть 2» | январь 17, 2017  | 1.41               |
| Ремини отвечает на дополнительные вопросы телезрителей и интервьюирует эксперта по культам Стивена Хассена, автора книги Going Clear: Scientology, Hollywood, and the Prison of Belief Лоуренса Райта и адвоката Рея Джеффри. |            |                                       |                  |                    |
| 10 | S          | «Торговцы страхом»                    | май 29, 2017     | N/A                |
| В сдвоенной серии Ремини и Риндер исследуют конфликт между Церковью сайентологии и её критиками, среди которых были приглашены Марк Эбнер, Форд Грин, Стивен Алан Кент, Джанет Рейтман, Брайен Сеймур и Лен Зинберг, которые рассказали о своём собственном опыте преследования со стороны Церкви сайентологии или работе на неё с целью преследования других людей. |            |                                       |                  |                    |

### Сезон 2 (2017)
Второй сезон, состоявший из десяти основных и четырёх дополнительных серий, был показан по вечерам вторника, начиная с 15 августа 2017 года.
| № общий | № в сезоне | Название                                                  | Дата премьеры     | Зрители U.S. (млн) |
| --- | ---------- | --------------------------------------------------------- | ----------------- | ------------------ |
| 11 | 1          | «Тэтаны в юных телах»                                     | август 15, 2017   | 1.40               |
| Ремини и Риндер встретились с двумя женщинам, которые, будучи детьми, выросли в сайентологической «Кадетской организации» и пережили брошенность и сексуальное насилие. |            |                                                           |                   |                    |
| 12 | 2          | «Окончательный провал сайентологии»                       | август 22, 2017   | 1.40               |
| В серии рассказаны истории двух сайентологов, которые страдали от депрессии и суицидальных мыслей, перед тем как совершить самоубийство, и не лечились, потому что сайентология не верит в психические заболевания. |            |                                                           |                   |                    |
| 13 | 3          | «„Превосходная“ сайентологическая семья»                  | август 29, 2017   | 1.30               |
| Будучи сайентологом в третьем поколении, Филип Гал, блестящий студент-программист, в возрасте 19 лет разбился насмерть, выпрыгнув из аудитории Массачусетского технологического института. Ремини и Риндер встретились с его сестрой Лиз, которая рассказала о его опыте нахождения в Церкви сайентологии. |            |                                                           |                   |                    |
| 14 | S          | «Мост к полной свободе»                                   | сентябрь 5, 2017  | 1.27               |
| В первой из четырёх отдельных серий Ремини, Риндер и приглашённые гости обсуждают сайентологический Мост к полной свободе и сайентологическую доктрину, включая уровни Оперирующий тэтан. |            |                                                           |                   |                    |
| 15 | 4          | «Взлёт Дэвида Мицкевича»                                  | сентябрь 12, 2017 | 1.38               |
| Ремини и Риндер обсуждают взлёт и власть нынешнего главы Церкви сайентологии Дэвида Мицкевича. |            |                                                           |                   |                    |
| 16 | 5          | «Сайентология и знаменитость: предательство Пола Хаггиса» | сентябрь 19, 2017 | 1.42               |
| Ремини и Риндер берут интервью у бывшего сайентолога и оскароносного режиссёра, продюсера и сценариста Пола Хаггиса и бывшего сайентологического вербовщика о стратегии организации по привлечению знаменитостей в свои ряды. |            |                                                           |                   |                    |
| 17 | 6          | «Ранчо»                                                   | октябрь 10, 2017  | 1.22               |
| Ремини и Риндер встретились с Тарой Рейли и Натаном Ричем, которые были в сайентологической Mace-Kingsley Ranch School, чтобы обсудить те злоупотребления, которым они там подвергались. |            |                                                           |                   |                    |
| 18 | 7          | «Величайшее благо»                                        | октябрь 17, 2017  | 1.04               |
| Исследуя тему брошенности родителями, Ремини и Риндер поговорили с двумя бывшими сайентологами: с Мими Фауст, чья мать-сайентолог отказалась от неё, когда та в возрасте 13 лет отказалась подписать контракт с организацией, и с Кристи Гордон, которую вместе с сестрой, когда им было 10 и 11 лет соответственно, отправили жить в «Кадетскую организацию», где они подвергались сексуальным домогательствам. |            |                                                           |                   |                    |
| 19 | S          | «Религиозный бизнес»                                      | октябрь 24, 2017  | 1.04               |
| Во второй из четырёх отдельных серий Лиа и Майк провели круглый стол с бывшими членами «Морской организации» Мэттом Пешем, блоггером Джеффри Августин и бывшим сайентологом Луисом Гарсиа вместе с его адвокатом Тедом Беббитом, где изучили контракты, которым должны следовать все сайентологи, и финансовые обязательства, которые они должны выполнять.                                                      |            |                                                           |                   |                    |
| 20 | 8          | «Исцеление на всю жизнь»                                  | октябрь 31, 2017  | 0.93               |
| Лиа совместно с друзьями детства Шанталь Додсон и Шерри Оллинс провела задушевную беседу об их общем опыте взросления в сайентологии. Они вспоминают, как их дружба помогла им выжить в самые трудные времена и как они теперь при поддержке друг друга пытаются окончательно исцелиться от пережитого. |            |                                                           |                   |                    |
| 21 | 9          | «Последствия после последствий»                           | ноябрь 7, 2017    | 0.87               |
| Лиа и Майк снова собрали вместе участников первого сезона и обсудили, как изменилась их жизнь после показа соответствующих серий; позднее они взяли интервью у Шанталь Додсон и её матери, которая, как намекает постскриптум в предыдущей серии, покинула Церковь сайентологии отчасти из-за того, что узнала при просмотре этого документального сериала Ремини.                                               |            |                                                           |                   |                    |
| 22 | S          | «Пропаганда военных действий»                             | ноябрь 12, 2017   | 1.02               |
| Круглый стол о сайентологической пропаганде военных действий, анализ тактики, которую группы используют для продвижения сайентологической повестки дня. |            |                                                           |                   |                    |
| 23 | S          | «Жизнь и ложь Лафайета Рональда Хаббарда»                 | ноябрь 14, 2017   | 0.97               |
| Круглый стол, посвящённый жизни и лжи основателя сайентологии Лафайета Рональда Хаббарда. |            |                                                           |                   |                    |
| 24 | 10         | «Спросите меня о чём угодно, 2 сезон»                     | ноябрь 21, 2017   | 0.81               |
| Ремини отвечает на вопросы телезрителей во втором сезоне сериала. |            |                                                           |                   |                    |

### Сезон 3 (2018—2019)
14 марта 2018 года телеканал A&E объявил, что сериал будет продлён на третий сезон. 13 ноября 2018 года A&E выпустил отдельную двухчасовую серию «сайентология и последствия: свидетели Иеговы» (англ. Scientology and the Aftermath: The Jehovah's Witnesses), где Леа Ремини вместе с Майком Риндером провела сравнительный анализ сайентологии со свидетелями Иеговы, продолжение которой стал вторая дополнительная серия о «Эмоциональных последствиях» сайентологии для семей Ремини и Риндера, показанная 18 ноября 2018 года. В свою очередь премьера первой из основных серий сезона состоялась 27 ноября 2018 года.
| № общий | № в сезоне | Название                    | Дата премьеры    | Зрители U.S. (млн) |
| --- | ---------- | --------------------------- | ---------------- | ------------------ |
| 25 | S          | «Свидетели Иеговы»          | ноябрь 13, 2018  | 0.97               |
| Ремини и Риндер обсуждают верования и опыт свидетелей Иеговы с девятью бывшими членами, включая актёра Джерри Майнера, активиста Ллойда Эванса и борца смешанных боевых искусств Нейта Куорри |            |                             |                  |                    |
| 26 | S          | «Эмоциональные последствия» | ноябрь 18, 2018  | 0.86               |
| Двое продюсеров Ремини обсуждают эмоциональные последствия ухода из сайентологии с Ремини, Риндером и их семьями. Среди гостей мать Ремини и две сестры, а также жена Риндера. |            |                             |                  |                    |
| 27 | 1          | «Звёздный свидетель»        | ноябрь 27, 2018  | 0.96               |
| Ремини и Риндер берут интервью у бывшего члена «Морской организации» Валери Хейни, которая была одной из последних, кто видел Шелли Мицкевич, прежде чем она исчезла в 2006 году. Хейни рассказала о своей жизни в качестве сайентолога и уходе из организации. |            |                             |                  |                    |
| 28 | 2          | «Шпионы вроде нас»          | декабрь 4, 2018  | 0.92               |
| Ремини и Риндер интервьюируют бывшего сайентологического частного детектива сайентологии, который рассказал о своей работе на организацию. Кроме того, они взяли интервью у одного из ближайших друзей Риндера, который из-за сайентологии потерял свой бизнес. |            |                             |                  |                    |
| 29 | 3          | «Неожиданное сближение»     | декабрь 11, 2018 | 0.88               |
| Недавно глава «Нации ислама» Луис Фаррахан публично одобрил дианетику и учения Лафайета Рональда Хаббарда и поддержал их применение в мечетях своей организации. Из этого сложилось то, что многие называли неожиданным сближением между Нацией ислама и Церковью сайентологии. |            |                             |                  |                    |
| 30 | 4          | «Где же Шелли?»             | декабрь 18, 2018 | 0.95               |
| В 2006 году Ремини присутствовала на свадьбе актёров-сайентологов Тома Круза и Кэти Холмс. Она обратила внимание на отсутствие Шелли Мицкевич, супруги сайентологического руководителя Дэвида Мицкевича, что повлекло за собой цепочку событий, которые в конечном итоге привели к её уходу из сайентологии. И спустя десятилетие с лишним Шелли Мицкевич так и не появилась на всеобщее обозрение. В данной серии Ремини и Риндер побеседовали с Дженис Гилхам-Грэди, подругой детства Шелли и бывшим сотрудником Организации посланников командора, и с Томом Девохтом, который в своё время работал в тесной связке с Дэвидом и Шелли Мицкевич. |            |                             |                  |                    |
| 31 | 5          | «Идеальные организации»     | январь 1, 2019   | 1.10               |
| Под руководством Мицкевича сайентологи приобретают в собственность большие здания для использования в качестве модернизированных церквей, прославляемых как «идеальные организации». Церковь сайентологии заявляет, что появление новых зданий свидетельствует о быстром расширении сайентологии, хотя бывшие члены и критики говорят об обратном. В этой серии Ремини и Риндер берут интервью у Пола Буркхарта, бывшего архитектора «Идеальной организации», и Берта Шипперса, являвшегося крупным жертвователем на строительство такой организации.                                                                                              |            |                             |                  |                    |
| 32 | 6          | «Коллекторское агентство»   | январь 8, 2019   | 0.79               |
| Ремини и Риндер встретились с бывшими сайентологами, которые рассказали о том, как и их постоянно заставляли делать денежные взносы, суммы которых они не могли себе позволить. Их истории охватывают как тех людей, у кого имеются долги в тысячи долларов, так и оказавшихся финансово и эмоционально банкротом. Они также взяли интервью у бывшего сайентолога, чья работа заключалась в том, чтобы вымогать деньги у других членов, как она описывает, «любыми необходимыми средствами». |            |                             |                  |                    |
| 33 | 7          | «Гилман-Спрингс-роуд»       | январь 15, 2019  | 0.92               |
| Ремини и Риндер взяли интервью у четырёх бывших членов Морской организации и обсудили их личный опыт нахождения на Золотой базе и жестоком обращении со стороны Дэвида Мицкевича. |            |                             |                  |                    |
| 34 | 8          | «Покупка города (часть 1)»  | январь 22, 2019  | 0.87               |
| В 1974 году Церковь сайентологии через подставные организации обосновалась в городе Клируотере, штат Флорида, где создала свою штаб-квартиру. В 1977 году ФБР провело обыск и раскрыло тайные сайентологические планы по захвату города. В этой серии Ремини и Риндер посетили Клируотер и побеседовали с некоторыми из самых известных городских критиков сайентологии. |            |                             |                  |                    |
| 35 | 9          | «Покупка города (часть 2)»  | январь 29, 2019  | 1.04               |
| Ремини и Риндер отправились в Клируотер, штат Флорида, где расположена в ключевая штаб-квартир Церкви сайентологии. Беседуя с некоторыми из самых видных городских критиков сайентологии, они исследовали, как скандальная смерть сайентолога Лизы Макферсон в 1995 году стала поворотным моментом в истории организации. |            |                             |                  |                    |
| 36 | 10         | «Государство и церковь»     | февраль 5, 2019  | 0.81               |
| Ремини и Риндер беседуют с Джеем Векслером, экспертом в области конституционного права, чтобы обсудить примечательную историю пути сайентологии к освобождению от налогов. Ремини и Риндер также пообщались с лейтенантом полиции Юландой Уильямс полиции о стратегиях правоохранительных органов по взаимодействию с общественностью. |            |                             |                  |                    |

### Заключительная серия (2019)
| № общий | Название                    | Дата премьеры   | Зрители U.S. (млн) |
| --- | --------------------------- | --------------- | ------------------ |
| 37 | «В ожидании справедливости» | август 26, 2019 | 0.71               |
| В заключительной серии, которая была впервые снята в студии перед живой аудиторией, Ремини и Риндер исследовали истории о том, как политика Церкви сайентологии не позволяет её членам сообщать властям о случаях жестокого обращения и сексуального насилия. Они поговорили с бывшими сайентологами, которые поделились своими историями о жестоком обращении со стороны других сайентологов, а также рассказали, как политика организации направлена на то, чтобы злоупотребления внутри неё не стали достоянием общественности. Участвовавшая в обсуждении группа экспертов в области права и психологии, как и представители правоохранительных органов, также рассказали о влиянии сайентологической практики на её бывших адептов и дали советы, как можно добиться справедливости и перемен в будущем. |                             |                 |                    |

## Оценки

### Кинокритиков и журналистов
Пилотная серия получила умеренно положительные отзывы, хотя некоторые обозреватели сомневались в вероятном влиянии телесериала. Обозреватель The Hollywood Reporter Дэвид Финберг описал её как «увлекательную, но вряд ли способную привлечь поклонников», отметив, что хотя она «вызовет некоторые эмоции у зрителей», сам формат не отличается стремительностью, поскольку «много сидячих разговоров, перемежающихся кадрами из довольно безобидных сайентологических рекламных видеороликов и интервью с мероприятий». В свою очередь обозреватель Newsday Верне Гей, упомянув статью-расследование 2009 года The Truth Rundown журналистов St. Petersburg Times Джо Чайлдза и Томаса Тобина, книгу 2011 года «Внутри сайентологии: история самой скрытной религии Америки» пишущего редактора Rolling Stone Джанет Райтман, книгу 2013 года «Путь к клиру: сайентология, Голливуд и темница веры» журналиста и писателя Лоуренса Райта и основанный на ней документальный фильм 2015 года «Путь к клиру: сайентология и темница веры» Алекса Гибни, а также книгу «Возмутительница спокойствия: выживание в Голливуде и сайентологии» самой Ремини, высказал мнение, что «здесь нет ничего особенно нового (судя по первому часу), но Ремини кажется решительной, жёсткой, потенциально грозной». Обозреватель The Los Angeles Times Мередит Блейк отметила, что это «убедительное, хотя и несложное исследование» сайентологии, и указала на то, что внимание к пострадавшим семьям описывается как «действенная стратегия, которая, вероятно, найдёт отклик у многих зрителей». Обозреватель The Atlantic Софи Гилберт подчеркнула способность Ремини охватить более широкую аудиторию и назвала телесериал «ценным продолжением попыток, направленных на то, чтобы пролить свет на некоторые из наиболее вопиющих практик [сайентологии]».
Обозреватель CNN Брайан Лоури расценил сериал как «шаг в качестве для A&E», который доставляет «отрезвляющее предупреждение тем, кто может быть восприимчив к рекламным предложениям [сайентологии]». В свою очередь The Huffington Post Стефани Маркус признавая, что Ремини свойственно «слушать одну и ту же историю снова и снова», отметила, что «при нормальных обстоятельствах одна и та же история в восьми эпизодах превратилась бы в утомительный и скучный сериал, но „Лиа Ремини: сайентология и последствия“ рассказывает ужастик, и повторение является мощным». А обозреватель сетевого издания Salon.com Мелани Макфарленд предположила, что лучшим активом сериала оказался был «честный гнев и разочарование Ремини, которые вспыхивают на экране в ответ на особенно убийственные разоблачения», но задавшись вопросом о том, какая должна быть у него аудитория, высказала мнение, что «трудно представить себе кого-либо, кроме самых стойких увлечённых, слоняющихся без дела, чтобы посмотреть все восемь серий».
К концу первого сезона сериал получил высокую оценку критиков, а также большое количество зрителей. Описывая его как «пиковое телевизионное сокровище», обозреватель сетевого издания TVLine Кимберли Рутс отметила следующее: «Если вы слышали о документальном сериале и быстро отмахнулись от него, как от жалкой выкачки денег со стороны Ремини (как я сначала), то стоит посмотреть второй раз». В свою очередь обозреватель The Straits Times Элисон Десоуза за «замечательные» истории интервьюируемых назвала его «захватывающим».
На Rotten Tomatoes первый сезон получил 86 % свежести.

### Награды и номинации
| Год  | Награда                                                                         | Категория                                                                                       | Номинация | Итог      | Ссылки |
| ---- | ------------------------------------------------------------------------------- | ----------------------------------------------------------------------------------------------- | --- | --------- | ------ |
| 2017 | Прайм-тайм премия «Эмми» в области креатива                                     | Лучший документальный сериал или отдельная серия                                                | Эли Хольцман, Аарон Саидман, Лиа Ремини, Алекс Вересов, Девон Грэхам Хэммондс, Эрин Гэмбл, Рэйчел Мендес и Джена Дилл                                | Победа    | [ 70 ] |
| 2017 | Прайм-тайм премия «Эмми» в области креатива                                     | Лучший звуковой монтаж документальной или реалити-программы (одно- или многокамерная)           | Дэвид Крокко и Роландо Надал (за серию "Золотая эра")                                                                                                | Номинация | [ 70 ] |
| 2017 | Премия Ассоциации телевизионных критиков                                        | Лучшая реалити-программа                                                                        | Leah Remini: Scientology and the Aftermath | Победа    | [ 71 ] |
| 2017 | Телевизионные премии Онлайн ассоциации кино и телевидения                       | Лучшая документальная программа или реалити-шоу                                                 | Leah Remini: Scientology and the Aftermath | Победа    | [ 72 ] |
| 2017 | Телевизионные премии Онлайн ассоциации кино и телевидения                       | Лучший индивидуальный ведущий или участник дискуссии в реалити-шоу или документальной программе | Лиа Ремини | Номинация | [ 72 ] |
| 2017 | Премии Международной ассоциации документалистики в области документального кино | Лучший сериал                                                                                   | Лиа Ремини, Аарон Саидман, Алекс Вересов, Девон Грэхам Хэммондс, Элейн Фронтейн Брайант и Эми Савитски                                               | Номинация | [ 73 ] |
| 2018 | Прайм-тайм премия «Эмми» в области креатива                                     | Лучший информационный сериал или лучшая отдельная серия                                         | Эли Хольцман, Аарон Саидман, Лиа Ремини, Алекс Вересов, Девон Грэхам Хэммондс, Майлс Райфф, Элейн Фронтейн Брайант и Эми Савитски                    | Номинация | [ 70 ] |
| 2018 | Телевизионные премии Онлайн ассоциации кино и телевидения                       | Лучший сценарий документальной программы или реалити-шоу                                        | Leah Remini: Scientology and the Aftermath | Номинация | [ 74 ] |
| 2018 | Премия «Эдди» Американской ассоциации монтажёров                                | Лучший монтаж сериала без сценария                                                              | Реджи Спэнглер, Бен Симофф, Кевин Хиббард и Винс Оресман (за серию "Отличная саентологическая семья")                                                | Номинация | [ 75 ] |
| 2018 | Премия Гильдии продюсеров Америки                                               | Лучший продюсер документального сериала                                                         | Лиа Ремини, Эли Хольцман, Аарон Саидман, Майлс Райфф, Адам Зальцберг, Эрин Гэмбл, Лиза Розен, Грейн Бирн, Тейлор Левин, Алекс Версов и Рэйчел Мендес | Победа    | [ 76 ] |
| 2019 | Прайм-тайм премия «Эмми» в области креатива                                     | Лучший документальный сериал или отдельная серия                                                | Лиа Ремини, Эли Хольцман, Аарон Саидман, Майлс Райфф, Майк Риндер, Мэгган Рэди и Кай Боу                                                             | Номинация | [ 70 ] |
| 2019 | Премия Гильдии продюсеров Америки                                               | Лучший продюсер документального сериала                                                         | Лиа Ремини, Эли Хольцман, Аарон Саидман, Майлс Райфф, Майк Риндер, Мэгган Рэди, Кай Боу, Хуже Ин Ким, Нора Донахью, Райса Зайди и Дина Деметреус     | Номинация | [ 77 ] |
| 2019 | Телевизионные премии Онлайн ассоциации кино и телевидения                       | Лучшая документальная программа или реалити-шоу                                                 | Leah Remini: Scientology and the Aftermath | Победа    | [ 78 ] |
| 2020 | Прайм-тайм премия «Эмми» в области креатива                                     | Лучший ведущий документального сериала или отдельной серии                                      | Лиа Ремини, Эли Хольцман, Аарон Саидман, Рэй Дотч, Девон Грэхам Хэммондс, Крис Роу и Майк Риндер                                                     | Победа    | [ 70 ] |

### Рейтинги
Пилотная серия стала самым крупным рейтинговым успехом телеканала A&E со времён Big Smo в 2014 году, собрав 2,1 миллиона зрителей. Кроме того, она значительно превысила 1,65 миллиона человек, которые посмотрели премьеру в марте 2015 года документального фильма телеканала HBO о сайентологии «Путь к клиру: сайентология и темница веры». Рейтинги последующих серий были ниже, но оставались устойчивыми на уровне от 0,9 до 1,4 миллиона зрителей.
Первые две серии второго сезона набрали 1,4 миллиона зрителей, что меньше, чем у первого сезона, но отражает обычно меньшее количество зрителей в августе.

### Реакция сайентологов
Церковь сайентологии выступила с резкой критикой сериала. Ещё до премьерного показа она выпустила заявление объёмом в 530 слов, содержащее нападки на Лиа Ремини, в котором утверждала как то, что она распространяет ложные сведения об организации, так и то, что участвовавшие в съёмка сайентологи были изгнаны. Кроме того, организация создала веб-сайт, на котором пыталась дискредитировать сериал, а её адвокаты также пытались принудить руководство телеканала A&E отказаться от готовящегося показа сериала. В свою очередь Ремини потребовала, чтобы организация выплатила ей 1,5 миллиона долларов в качестве компенсации за прошлый и настоящий репутационный, эмоциональный и экономический ущерб. Когда Ремини 25 января 2017 года была приглашена на ток-шоу «Конан», чтобы представить свой документальный сериал, то Церковь сайентологии отправила его ведущему Конану О’Брайену личное письмо с целью дискредитировать Ремини, чего, по словам О’Брайена, никогда раньше не случалось за все те 24 года, которые он был ведущим различных вечерних ток-шоу.
В начале каждой серии на экране были представлены заявления, описывающие оспаривание сайентологическим руководством представленного материала и отказ участвовать в съёмках сериале. В свою очередь обозреватель сетевого издания Salon.com Мелани Макфарленд отметила, что выдержки из официальных писем сайентологов, критикующих авторитет Ремини и интервьюированных ею людей, которые были показаны и зачитаны во время показа, являются попыткой «умиротворить печально известную скандальную церковь».
Премьера второго сезона ознаменовалась тем, что индийские сайентологи начали сбор подписей под петицией на Change.org, призывавшей телеканал A&E отменить показ, утверждая, что это была «разновидность шоу ненависти, созданного для порождения насилия, с ложными заявлениями, показывающими сайентологию исключительно в отрицательном свете. Это законченное преступление! Запретите это!». Подставная организация Церкви сайентологии «Сайентологи принимают меры против дискриминации» (англ. Scientologists Taking Action Against Discrimination; STAND) разослала своим приверженцам шаблонные письма, чтобы они отправили их рекламодателям A&E с просьбой отказаться от финансовой поддержки телеканала из-за сериала, сеющего «религиозную рознь и фанатизм, и ведущий к насилию». В свою очередь бывший сайентолог также распространил петицию с призывом к правительству США пересмотреть действующий налоговый статус сайентологии в США, отменив освобождение Церкви сайентологии от уплаты налогов.